# 男はつらいよ 寅次郎春の夢
『男はつらいよ 寅次郎春の夢』（おとこはつらいよ とらじろうはるのゆめ）は、1979年12月28日に公開された日本映画。『男はつらいよ』シリーズの24作目。同時上映は桃井かおり主演の『神様のくれた赤ん坊』。
マイケルのさくらへの愛情の告白という倫理的課題を、寅次郎は、欧米人には日本人のように許されぬ恋心を心に仕舞いこむ「粋」は持ち得ないとする日本人の文化的優位性でもって解している。もっともこれとは逆に、マイケルの母親は、米国文化の優越感から、日本を「カミカゼとハラキリの怖い国」とみなす偏見に満ちた手紙を出しており、監督は両国の文化的齟齬を両国民の無知と誤解という次元でユーモラスに相殺している。

## あらすじ
寅次郎が見る夢は、1930年代のサンフランシスコのチャイナタウン。流れ者の寅次郎が瀕死の重傷を負って入ってきて、死んだら妹にお守りを渡してくれと頼むが、頼んだ相手がさくらだった。そこへ寅次郎を追ってFBIの捜査員（ハーブ・エデルマン）もやってくるが、自滅。博の船長が救ってくれて日本に帰れることになったところで、夢が覚める。
寅はとらやに帰ってくるが、土産に持ってきたブドウの件で一悶着。さらに、英語塾に通っている満男が自分のこと（寅（次郎））を英語で「タイガー」と言うとしゃれたことがきっかけでむくれ始め、最後にはみなが自分をどう猛な虎のようにみなしていると思って、大げんかになり、とらやを飛び出す。
帝釈天の境内で落ち込んでいる外国人マイケル・ジョーダン（ハーブ・エデルマン）を見かけた御前様は、英語がわからず、さくらだったら英語が分かるのでは思って、とらやに連れてくる。ちょうどそのとき、満男の英語塾の先生であるめぐみ（林寛子）の母親で、英語に精通した圭子（香川京子）がとらやを訪れており、マイケルが宿を探しているのだと通訳する。気の毒そうなマイケルを見かねた御前様の勧めで、「日米親善」の名の下に、マイケルはとらやの２階に滞在することになる。
ビタミン剤のセールスマンとしてアメリカのアリゾナから来日したものの、日本の商習慣が分からず失敗続きのマイケルを、とらやの人たちは「マイコさん」と呼び、親切にもてなす。両者の間には最初は距離があったが、次第にお互いの根の良さを理解し合うようになり、居心地の良い関係を築く。中でも親身の姿勢を示し、日本女性の優しさ・美しさを体現したようなさくらに、人妻と知りながらも、独身のマイケルは恋心を抱くようになる。
旅先の和歌山からとらやに舞い戻った寅次郎は、マイケルがとらやに滞在していることを知り、アメリカは嫌いだといって周囲を困らせる。さくらに馴れ馴れしいマイケルのことが気に入らず、マイケルも寅次郎がさくらの兄だと知らなかったこともあって、険悪な雰囲気となる。しかし、めぐみに寅次郎とさくらの兄妹関係について説明され、申し訳なさのあまり出て行こうとするマイケルを見て、寅次郎は握手の右手を差し出す。さらに二人で飲みに行き、文化の違いを乗り越え、次第に友情が芽生える。
さて、寅次郎はこの少し前、とらやを訪れた圭子と出会っていた。そして、圭子が未亡人と知ると、例のごとく一目惚れ。頻繁に圭子の家を訪れ、幼なじみの大工の棟梁を脅して圭子の家の増築を急がせるなど、恋に邁進する。そんな中、圭子とめぐみがとらやに招かれ、団欒の中で、日米比較文化論のようなものが語られる。自分の気持ちをはっきり相手に伝えるべきか否か。言葉に出さない相手の気持ちを察することができるか否か。前者について、マイケルが、夫婦なのにさくらにキスしたり手を握ったりしない博は、さくらのことを愛していないのではないかと訊いたと、めぐみは言う。また後者について、寅次郎は、目で告白して目で断られたら、「分かりました、いつまでもお幸せに」と目で答え、そのままクルッと背中を向けて黙って去ると言う。
マイケルは、商売の打開策として関西に向かい、たまたま京都の芝居小屋で大空小百合の「蝶々夫人」を観た際、観劇中にさくらを思い浮かべてしまうほどになっていた。ビタミン剤が売れずにアメリカに帰ることにしたマイケルだが、とらやに立ち寄った折、思いつめてさくらに「アイラブユー」と告白してしまう。さくらは、めぐみから教えられたばかりの拙い英語で、毅然と "This is impossible." と答える。その頃、圭子の家を訪れた寅次郎は、圭子の知人の船長・柳田に出会う。めぐみの説明で柳田がもうすぐ圭子と結婚してもおかしくない立場の男性であると知り、身を引く。圭子への土産として持ってきた福寿草が英語でアドニスで、「神話に出てくる二枚目」を意味すると知り、自らの「三枚目」ぶりを悟る寅次郎であった。
とらやを発とうとする寅次郎に、さくらはいつもとは少し違う態度で接する。自らがマイケルに告白されたことが気に掛かっていたのだ。しかし、そのことをさくらに告げられた寅次郎は、自分の気持ちをはっきり相手に伝えることで失敗したマイケルが、言葉に出さない相手の気持ちを察して身を引いた自分と同じような、恋に不器用な人間であると理解する。そして、日米の考え方の違いに思いをはせ、マイケルを勘弁してやってくれとさくらに言う。
マイケルと一緒にとらやを出て行った寅次郎は、マイケルとの最後の別れを上野の飲み屋で過ごす。翌朝、「これを持ってりゃ結婚できるよ」と首に提げたお守りを渡す。マイケルは、アメリカに帰る飛行機から江戸川を見て、感慨にふける。
正月になり、帰米したマイケルから、「思い起こせば恥ずかしきことの数々」「今はただ後悔と反省の毎日」という、どこかで見たような趣旨の葉書がさくら宛に届く。マイケルは、いまだ手帳の中にさくらの写真を忍ばせ、恋心を忘れられずにいるのであった。

## スタッフ
- 監督・原作：山田洋次
- 製作：島津清
- 脚本：山田洋次、朝間義隆、栗山富夫、レナード・シュレイダー
- 音楽：山本直純

## キャスト
- 車寅次郎：渥美清
- マイケル・ジョーダン：ハーブ・エデルマン - サンプル社から来たビタミン剤のセールスマン。
- 諏訪さくら：倍賞千恵子
- 車竜造：下條正巳
- 車つね：三崎千恵子
- 諏訪博：前田吟
- 社長（桂梅太郎）：太宰久雄
- 源公：佐藤蛾次郎
- 諏訪満男：中村はやと
- 座長:吉田義夫 -  坂東鶴八郎一座
- 棟梁・茂[2]: 犬塚弘 - 寅さんの幼なじみ。柴又英会話教室の普請を請け負う。
- 柳田：梅野泰靖 - タンカーの船長
- ポンシュウ:小島三児 - 初代。寅さんの同業者。
- 芝居小屋の客: 殿山泰司
- 江戸川のコーチ:津嘉山正種
- 山口明
- 印刷工・中村:笠井一彦
- 座員・女形:志馬琢哉
- ポンシュウの女房:田中世津子 - ポンシュウの再婚相手。
- 大空小百合:岡本茉莉 - 坂東鶴八郎一座の花形。座長の娘。
- 印刷工:羽生昭彦
- 印刷工:木村賢治
- 印刷工:篠原靖夫
- 夢の娼婦/紀州の旅館の仲居:谷よしの
- 夢の娼婦:秩父晴子
- ご近所:土田圭司
- 江戸屋:高木信夫
- 高井めぐみ：林寛子 - 満男が通う柴又英会話教室の先生。
- 御前様：笠智衆
- 高井圭子：香川京子 - めぐみの母。永いアメリカ暮らしで、夫を失い、翻訳の仕事をしている。
- 夢のメガネの女:後藤泰子（ノンクレジット）

## ロケ地
- 和歌山県和歌山市(加太港(夢から覚める))、紀ノ川、岩出市(根来寺)、紀の川市(粉河寺)
- 東京都中央区銀座(数寄屋橋交差点、三共製薬ビル)、葛飾区柴又(英語塾高井家)、台東区上野(アメ横付近、上野恩賜公園(啖呵売)、上野駅前)
- 京都府京都市(四条大橋、下長者町通、旧大宮角(山口薬局)、歌舞伎会歌舞練場)
- 静岡県沼津市(天神社)
- アメリカ合衆国（アリゾナ州）

佐藤(2019)、p.628および公式サイトより。

## エピソード
- 初代ポンシュウ役として小島三児が出演している。第26作から二代目ポンシュウ役として関敬六が出演することになる（26はテキヤの忠さん名義）。
- 本作にマイケル・ジョーダン役で出演したハーブ・エデルマン（Herb Edelman）は、主にテレビドラマの分野で活動しエミー賞に2度ノミネートされた事があるアメリカ合衆国の俳優である。
- シリーズ中海外ロケは本作と第41作「男はつらいよ 寅次郎心の旅路」(オーストリア）の二作品のみである。本作は、アメリカでは寅さんが登場していないが、予告編撮影と現地挨拶のため渥美は渡米している[3]。
- DVDに収録されている特典映像の「特報」と「予告編」には次のような没シーンが収録されている。
  - 米国で寅次郎がマイケルとガソリンスタンド店員の会話を不思議そうに見つめているシーン。
  - 江戸川で寅と圭子が出会うシーンとそれに続くめぐみのバストアップシーン。
- 使用されたクラシック音楽
  - アメリカ民謡『リパブリック讃歌』『権兵衛さんの赤ちゃんが風邪引いた。』
  - プッチーニ作曲歌劇『蝶々夫人』から第2幕第1場・アリア「ある晴れた日に」～ 大空小百合の舞台のあと、さくらが歌う。さくらがマイケルの乗った飛行機を見上げる江戸川土手でも流れる。

## 記録
- 観客動員：184万1000人[4]
- 配給収入：12億2000万円[1]（11億6000万円[4]とも）